# اعتلال فقاري
اعتلال فقاري أو اعتلال الفقار (بالإنجليزية: Spondylopathy)‏ هو اضطرابات الفقرات. عندما تحتوي على التهابات يطلق عليه التهاب الفقار. وعلى النقيض فالالتهاب الفقاري المفصلي اللاصق هي حالة تؤثر على مفاصل العمود الفقري إلا أن العديد من الحالات تشمل كلاهما ومن الأمثلة على ذلك التهاب الفقار القسطي وتنكس الفقار.